# 根牟國
根牟国，周朝小型诸侯国，姜姓，为颛顼后裔所封国，子爵。鲁宣公九年（前600年）秋，鲁国攻取根牟，根牟灭亡。其故址在今山东省莒县。另一说，旧址大致在今莒南县城西北25公里小官庄乡墩后村一带。曹姓。子爵。属东夷族。前600年灭于鲁。前534年（鲁昭公八年）秋，鲁国在红地举行大检阅，从根牟直到宋国、卫国边境线上，兵车有一千辆。这时根牟已经属于鲁国，是鲁国的东部边境。 